# Daryl Impey
Ne doit pas être confondu avec Andy Impey.
Daryl Impey (né le 6 décembre 1984 à Johannesbourg) est un coureur cycliste professionnel sud-africain, reconverti directeur sportif. Passé professionnel en 2008 dans l'équipe Barloworld, il a notamment remporté le Tour Down Under en 2018 et 2019, neuf championnats d'Afrique du Sud du contre-la-montre entre 2011 et 2020 et deux championnats d'Afrique du Sud sur route en 2018 et 2019. En 2013, il devient le premier cycliste africain à endosser le maillot jaune du Tour de France. Il a également remporté une étape du Tour de France 2019.

## Biographie

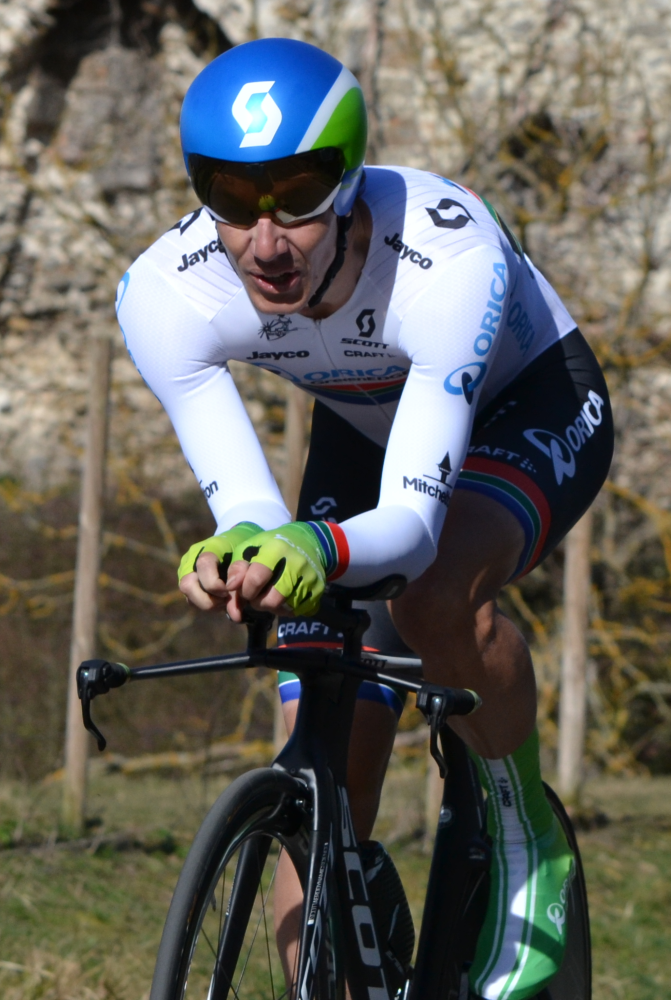
Daryl Impey champion d'Afrique du Sud.

Daryl Impey se distingue au cours de sa carrière amateur sur des courses africaines et asiatiques. Il remporte notamment une étape du Tour du Cap en 2004, puis deux nouvelles étapes de la même course en 2007. La même année, il obtient plusieurs places d'honneur lors du Tour de Langkawi, remporte une étape du Tour du Maroc et la course en ligne des Jeux africains. 
Impey passe professionnel l'année suivante dans l'équipe Barloworld. Lors de sa première saison, il doit attendre le mois d'octobre pour remporter sa première victoire, lors de la 6e étape du Herald Sun Tour. En 2009, il remporte la 4e étape du Tour de Turquie et prend la tête du classement général. Lors de la dernière étape, le 19 avril 2009, alors qu'il porte le maillot jaune, il est entraîné dans une violente chute par Theo Bos, le sprinteur de l'équipe Rabobank Continental, spécialiste de la piste. Ce dernier semble avoir pratiqué une rétropoussette, technique qui consiste à s'aider de la poche arrière de son adversaire pour se propulser. Bos affirme pour sa part avoir voulu écarter Impey, qui l'enfermait dangereusement contre les barrières. Impey, blessé, franchit la ligne avec l'aide de ses équipiers, et remporte tout de même le Tour de Turquie. 
En 2010, il rejoint pour une saison l'équipe RadioShack. L'année suivante, il doit rejoindre l'équipe Pegasus, qui ne voit jamais le jour. Il s'engage donc pour deux saisons avec l'équipe continentale sud-africaine MTN Qhubeka. Il devient champion d'Afrique du Sud du contre-la-montre, termine troisième du Tour d'Afrique du Sud et deuxième du Tour du Maroc, puis quitte cette équipe le 10 mai 2011 et rejoint l'équipe allemande NetApp pour le reste de la saison.
En 2012, il rejoint la nouvelle équipe australienne GreenEDGE, avec laquelle il prévoit de participer à son premier grand tour, le Tour d'Italie. Victime d'une chute lors du sprint final de la Vattenfall Cyclassics, il se casse plusieurs côtes.

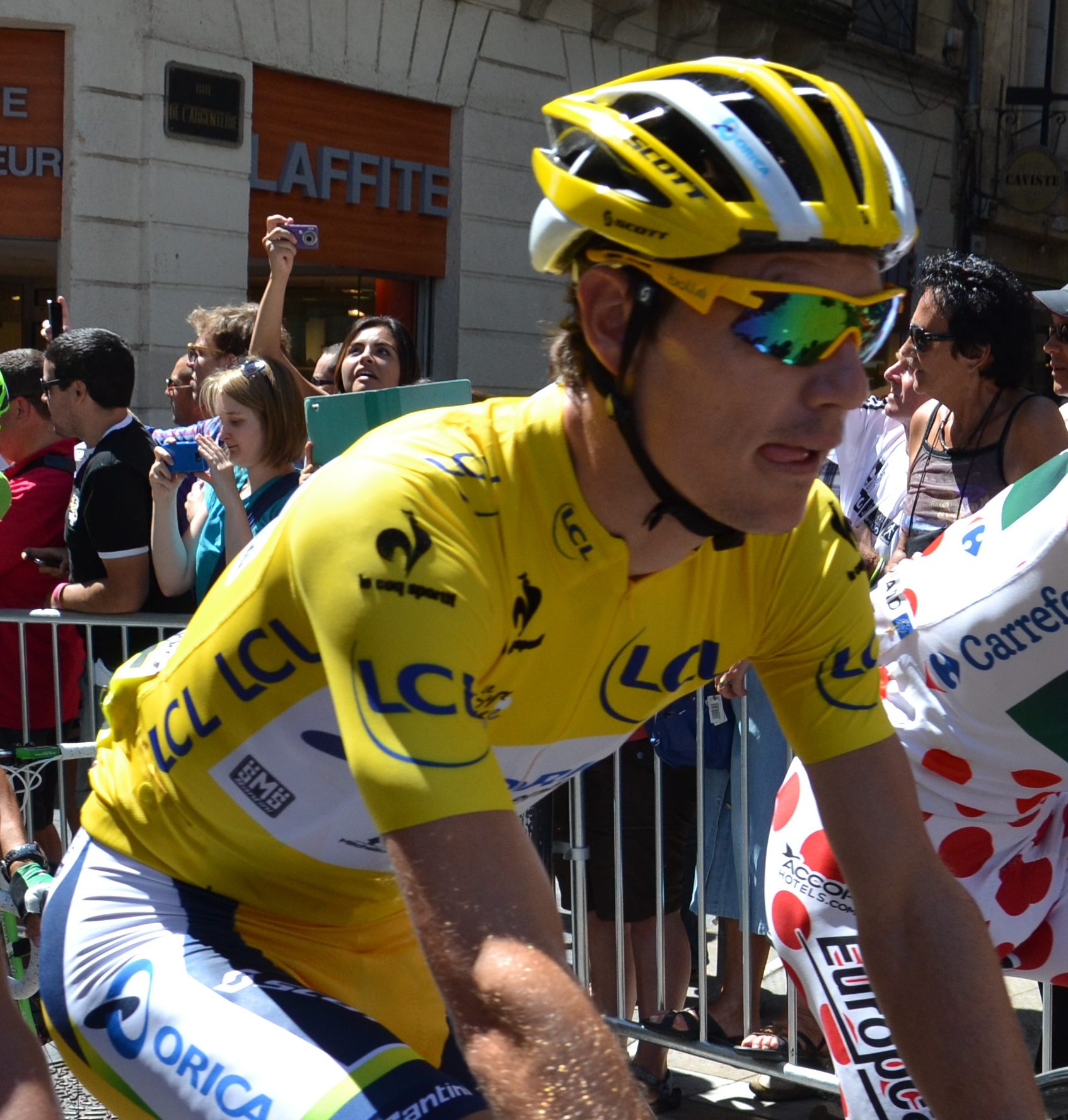
Impey portant le maillot jaune sur le Tour de France 2013.

Il est sélectionné pour disputer le Tour de France 2013. Il remporte le contre-la-montre par équipes de la quatrième étape avec son équipe Orica-GreenEdge. Son coéquipier Simon Gerrans s'empare du maillot jaune. À l'issue de la sixième étape se terminant à Montpellier, Impey récupère le maillot jaune et devient ainsi le premier Africain à le porter. Il le conserve deux jours avant de le perdre à Ax 3 Domaines au profit du futur vainqueur Christopher Froome.
Il est provisoirement suspendu par son équipe à partir du 2 juillet 2014 à la suite d'un contrôle positif au probénécide datant du 6 février 2014 lors du championnat d'Afrique du Sud du contre-la-montre qu'il a remporté. Ayant prouvé que l'ingestion de ce produit n'était pas intentionnelle, il est blanchi à la fin du mois d'août et peut reprendre la compétition. Il revient au Tour d'Alberta, dont il remporte la cinquième étape et le classement général. Quelques jours plus tard, il prend la quatrième place du Grand Prix cycliste de Québec. Sélectionné pour les championnats du monde, à Ponferrada en Espagne, il est seizième de la course en ligne.
En 2015, il commence sa saison au Tour Down Under. Deuxième de deux étapes, il gagne le classement par points et termine septième du classement général. Il devient ensuite champion d'Afrique du Sud du contre-la-montre. Lors du Tour de France 2015, il est impliqué, comme plusieurs coéquipiers, dans une chute collective durant la troisième étape. Après avoir terminé l'étape, une fracture de la clavicule droite lui est diagnostiquée et provoque son abandon. Au mois d'octobre 2016, il prolonge de trois ans le contrat qui le lie à l'équipe Orica-BikeExchange. Dans la foulée, il est médaillé de bronze du championnat du monde du contre-la-montre par équipes.
En 2017, il est à nouveau champion d'Afrique du Sud du contre-la-montre. Lors de la 6e étape du Tour de Catalogne, il fait partie d'un groupe d'une trentaine de coureurs qui se joue la victoire. Il s'impose au sprint, juste devant le leader de la course Alejandro Valverde.
En janvier 2018, il remporte à 33 ans le Tour Down Under. Il s'agit de sa première victoire sur une course par étapes du WorldTour. Sa victoire est obtenue grâce aux bonifications récoltées en terminant trois fois deuxième d'étape et à une meilleure position au classement par points par rapport à Richie Porte, qui termine le Tour dans le même temps.
En 2019, il remporte à nouveau le Tour Down Under, s'imposant dans une étape et récupérant le maillot de leader à l'issue de la dernière étape se terminant à Willunga Hill. Il est le premier coureur à conserver son titre. Sur le Tour de France, il remporte la 9e étape arrivant à Brioude en battant son dernier compagnon d'échappée Tiesj Benoot. Il est le second coureur sud-africain à remporter une étape du Tour après Robert Hunter, vainqueur en 2007.
Début 2020, il devient champion d'Afrique du Sud du contre-la-montre pour la neuvième fois de sa carrière. Il est ensuite deuxième du championnat d'Afrique du Sud sur route, sixième du Tour Down Under et termine son début de saison en Océanie en prenant la troisième place de la Cadel Evans Great Ocean Road Race. La saison est ensuite arrêtée jusqu'en juillet en raison de la pandémie de Covid-19. Il n'obtient aucun résultat notable en deuxième partie de saison, qui le voit participer à son huitième Tour de France.
En 2021, Impey rejoint l'équipe Israel Start-Up Nation, où il retrouve son ancien coéquipier de chez Barloworld Christopher Froome. En février, il est deuxième de la Drôme Classic, devancé par Andrea Bagioli, vainqueur en solitaire. Il est ensuite deuxième d'une étape au Tour de Catalogne, battu cette fois au sprint par Peter Sagan. Le 22 mai, il est impliqué dans une lourde chute alors qu'il sprinte pour la victoire dans la dernière étape du Tour d'Andalousie. Blessé, il doit déclarer forfait pour les Jeux olympiques et ne reprend la compétition que pour trois courses à la fin octobre.
Initialement retenu pour participer au Tour de France, Impey est contraint de déclarer forfait à la suite d'un test positif au SARS-CoV-2 à la veille du départ. Son équipe sélectionne Guy Niv pour le remplacer.
Comme il l'a annoncé début 2023, il met un terme à sa carrière à l'issue du Grand Prix cycliste de Montréal.
Restant au sein de l'équipe Israel-Premier Tech, il devient en 2024 directeur sportif.

## Palmarès et résultats

### Palmarès amateur
| - 2003 - Champion d'Afrique du Sud du critérium - Champion d'Afrique du Sud sur route espoirs - Champion d'Afrique du Sud du contre-la-montre espoirs - 2004 - Champion d'Afrique du Sud du critérium - Champion d'Afrique du Sud du contre-la-montre espoirs - 5e étape du Tour du Cap - 2e du championnat d'Afrique du Sud sur route espoirs - 2006 - Satellite Challenge - 2e du championnat d'Afrique du Sud du critérium - 2e du championnat d'Afrique du Sud du contre-la-montre espoirs - 3e du championnat d'Afrique du contre-la-montre | - 2007 - Médaillé d'or de la course en ligne aux Jeux africains - Prologue et 2e étape du Tour du Cap - Tour Durban - 10e étape du Tour du Maroc - Montecasino 100 Cycle Race - 3e du championnat d'Afrique du contre-la-montre - 3e de la Pick n Pay Amashovashova National Classic |  |

### Palmarès professionnel
| - 2008 - 6e étape du Herald Sun Tour - 2009 - Tour de Turquie : - Classement général - 4e étape - 2e du championnat d'Afrique du Sud sur route - 2011 - Champion d'Afrique du Sud du contre-la-montre - 7e étape du Tour du Maroc - 2e du Tour du Maroc - 3e du Tour d'Afrique du Sud - 2012 - 2e étape du Tour du Pays basque - 2e étape du Tour de Slovénie - 2013 - Champion d'Afrique du Sud du contre-la-montre - 2e étape du Tour du Pays basque - 2e étape du Tour de Bavière - 4e étape du Tour de France (contre-la-montre par équipes) - 2e du championnat du monde du contre-la-montre par équipes - 5e de l'Eneco Tour - 2014 - Champion d'Afrique du Sud du contre-la-montre - 3e étape du Tour de Bavière - Tour d'Alberta : - Classement général - 5e étape - 2e du championnat d'Afrique du Sud sur route - 4e du Grand Prix cycliste de Québec - 7e du Tour Down Under - 2015 - Champion d'Afrique du Sud du contre-la-montre - 2e du championnat d'Afrique du Sud sur route - 2e du Tour de La Rioja - 7e du Tour Down Under | - 2016 - Champion d'Afrique du Sud du contre-la-montre - 3e du championnat du monde du contre-la-montre par équipes - 2017 - Champion d'Afrique du Sud du contre-la-montre - 6e étape du Tour de Catalogne - 2018 - Champion d'Afrique du Sud sur route - Champion d'Afrique du Sud du contre-la-montre - Classement général du Tour Down Under - 1re étape du Critérium du Dauphiné - 3e de la Cadel Evans Great Ocean Race - 2019 - UCI Africa Tour - Champion d'Afrique du Sud sur route - Champion d'Afrique du Sud du contre-la-montre - Tour Down Under : - Classement général - 4e étape - 9e étape du Tour de France - Czech Cycling Tour : - Classement général - 1re étape (contre-la-montre par équipe) - 3e de la Cadel Evans Great Ocean Road Race - 2020 - UCI Africa Tour - Champion d'Afrique du Sud du contre-la-montre - 2e du championnat d'Afrique du Sud sur route - 3e de la Cadel Evans Great Ocean Road Race - 6e du Tour Down Under - 2021 - 2e de la Drôme Classic - 2022 - 4e étape du Tour de Suisse - 2e de la course en ligne aux Jeux du Commonwealth |  |

### Résultats sur les grands tours

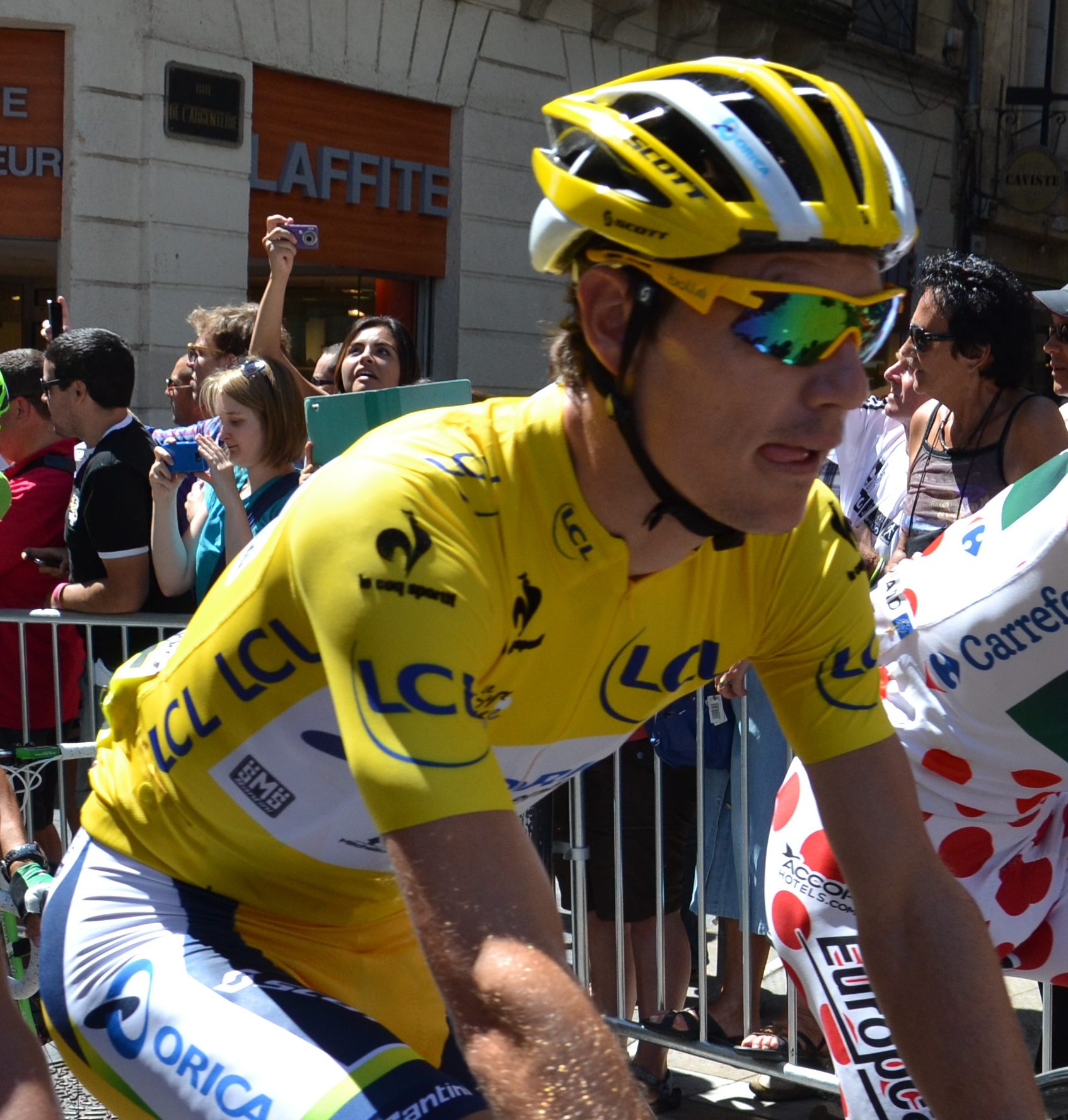
Daryl Impey portant le maillot jaune au départ de la 7e étape du Tour de France 2013.

#### Tour de France
8 participations
- 2012 : 111e
- 2013 : 74e, vainqueur de la 4e étape (contre-la-montre par équipes),  maillot jaune pendant 2 jours
- 2015 : non-partant (4e étape)
- 2016 : 38e
- 2017 : 47e
- 2018 : 46e
- 2019 : 72e, vainqueur de la 9e étape
- 2020 : 97e

#### Tour d'Italie
1 participation
- 2012 : non-partant (17e étape)

#### Tour d'Espagne
2 participations
- 2015 : 84e
- 2022 : 101e

### Classements mondiaux
| Année                                 | 2006 | 2007 | 2008 | 2009 | 2010 | 2011 | 2012 | 2013 | 2014 | 2015 | 2016 | 2017 | 2018 | 2019 | 2020 | 2021 | 2022 | 2023  |
| ------------------------------------- | ---- | ---- | ---- | ---- | ---- | ---- | ---- | ---- | ---- | ---- | ---- | ---- | ---- | ---- | ---- | ---- | ---- | ----- |
| UCI World Tour                        |      |      |      |      |      |      | 169e | 79e  | 72e  | 78e  | 144e | 122e | 30e  |      |      |      |      |       |
| Classement mondial                    |      |      |      |      |      |      |      |      |      |      | 371e | 285e | 33e  | 31e  | 68e  | 310e | 445e | 2072e |
| UCI Europe Tour                       | nc   | nc   | 593e | 100e |      | 554e |      |      |      |      | nc   | nc   | 400e |      |      |      |      |       |
| UCI Asia Tour                         | 92e  | 81e  | nc   | nc   |      | 277e |      |      |      |      | nc   | nc   | nc   |      |      |      |      |       |
| UCI America Tour                      | nc   | nc   | nc   | nc   |      | nc   |      |      |      |      | 250e | nc   | nc   |      |      |      |      |       |
| UCI Oceania Tour                      | nc   | nc   | nc   | 28e  |      | nc   |      |      |      |      | nc   | nc   | nc   |      |      |      |      |       |
| UCI Africa Tour                       | 55e  | 16e  | 114e | 7e   |      | 18e  |      |      |      |      | 58e  | 84e  | 10e  | 1er  | 1er  | 8e   | 15e  | nc    |
|                                       |      |      |      |      |      |      |      |      |      |      |      |      |      |      |      |      |      |       |
| Légende : nc = non classéSource : UCI |      |      |      |      |      |      |      |      |      |      |      |      |      |      |      |      |      |       |

## Distinctions
- Cycliste africain de l'année : 2019